# David Seco Amundarain
David Seco Amundarain (Busturia, 7 de març de 1973) va ser un ciclista basc, que es va especialitzar en el ciclocròs. Va guanyar sis cops el Campionat d'Espanya, sent el ciclista que més cops ho ha fet.
El 2006 va competir professionalment en ruta amb l'equip Spiuk-Extremadura.

## Palmarès en ciclocròs
- 1999-2000
  -  Campió d'Espanya de ciclocròs
- 2000-2001
  -  Campió d'Espanya de ciclocròs
- 2001-2002
  -  Campió d'Espanya de ciclocròs
- 2002-2003
  -  Campió d'Espanya de ciclocròs
- 2003-2004
  -  Campió d'Espanya de ciclocròs
- 2005-2006
  -  Campió d'Espanya de ciclocròs
- 2007-2008
  - 1r al Trofeu San Andrés